# Georgia Caldwell Smith
Georgia Caldwell Smith (* 28. August 1909 in Atchison, Kansas; † 8. Mai 1961) war eine amerikanische Mathematikerin und Hochschullehrerin. Sie war eine der ersten afroamerikanischen Frauen, die einen Bachelor-Abschluss in Mathematik erhielten, und eine der ersten afroamerikanischen Doktorandinnen in Mathematik.

## Leben und Werk
Smith wurde als Georgia Caldwell geboren und besuchte getrennte öffentliche Schulen. 1928 erwarb sie in Mathematik von der University of Kansas ihren Bachelor of Arts und 1929 den Master of Arts. Von 1929 bis 1938 war sie Assistenzprofessorin für Mathematik an der Fakultät des Spelman College in Atlanta und dann bis 1943 an der Lincoln University in Missouri sowie am Alabama State College. 1945 wurde sie Leiterin der Abteilung für Mathematik am Spelman College.
Sie studierte weiter an der University of Minnesota und der University of Georgia und erhielt ein Stipendium der National Science Foundation, um an ihrer Promotion zu arbeiten. 1960 promovierte sie bei Norman Levine an der University of Pittsburgh mit der Dissertation: Some Results of the Anticenter of a Group.
Smith war mit dem Biologen Barnett Frissell Smith verheiratet, mit dem sie einen Sohn bekam. Sie starb an Krebs am 6. Mai 1961, bevor ihre Promotion im Juni 1961 posthum verliehen wurde. 

## Mitgliedschaften
- Pi Mu Epsilon
- Phi Beta Kappa
- American Mathematical Society (AMS)
- Mathematical Association of America (MAA)[1]